# Ventura Mugártegui Mazarredo
Ventura Mugártegui Mazarredo (mort a Madrid el 17 de març de 1853) fou un químic espanyol, acadèmic fundador de la Reial Acadèmia de Ciències Exactes, Físiques i Naturals.
Se sap molt poc de la seva vida. Sembla que el 1833 fou nomenat professor de química industrial al Conservatori de les Arts de València, càrrec que deixà en 1844 quan fou nomenat professor de química aplicada al Conservatori d'Arts de Madrid, des de 1851 Reial Institut Industrial. En 1847 fou nomenat per la reina Isabel II d'Espanya acadèmic fundador de la Reial Acadèmia de Ciències Exactes, Físiques i Naturals.